# Борзикова
Бо́рзикова (рос. Борзикова) — присілок у складі Талицького міського округу Свердловської області.
Населення — 47 осіб (2010, 76 у 2002).
Національний склад станом на 2002 рік: росіяни — 91 %.